# Зенькинский сельсовет
Зенькинский сельсовет — упразднённая административно-территориальная единица, существовавшая на территории Московской губернии и Московской области до 1954 года.
Зенькинский с/с был образован в первые годы советской власти. В 1919 году Зенькинский с/с входил в Лучинскую волость Звенигородского уезда Московской губернии.
14 января 1921 года Лучинская волость была передана в Воскресенский уезд.
По данным 1926 года в состав сельсовета входили деревня Глебово-Избище, деревня Железниково, деревня Зенькино, деревня Саввино, а также 2 совхоза и с/х колония.
В 1929 году Зенькинский с/с был отнесён к Воскресенскому району Московского округа Московской области. При этом к нему был присоединён Мыканинский с/с.
30 октября 1930 года Воскресенский район был переименован в Истринский район.
17 июля 1939 года селение Кучи Зенькинского с/с было передано в Букарёвский с/с (который при этом был переименован в Брыковский).
14 июня 1954 года Зенькинский с/с был упразднён. При этом его территория была объединена с Брыковским с/с в новый Букарёвский с/с.